# 索莫維特角
62°23′49″S 59°21′04″W / 62.39694°S 59.35111°W

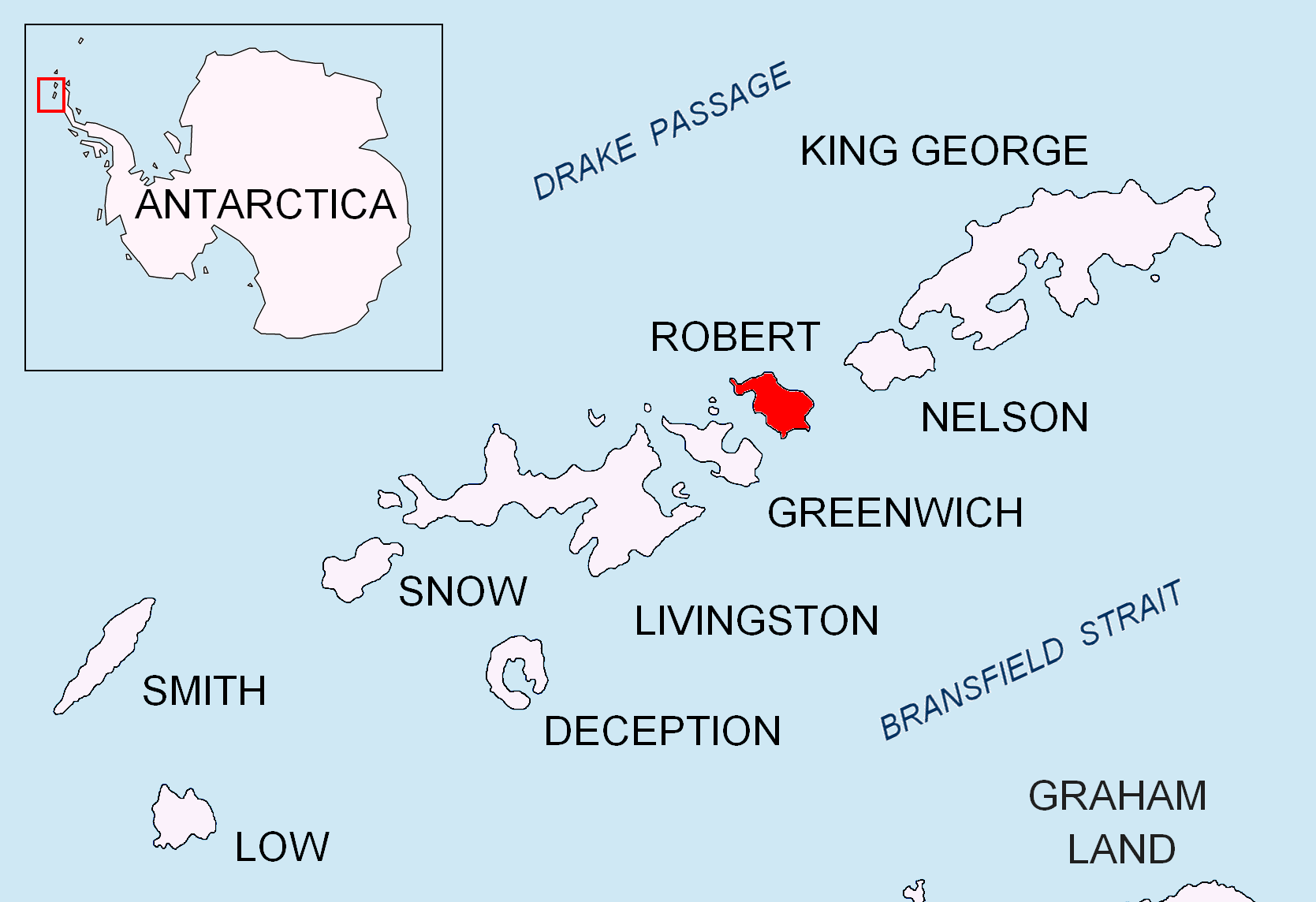

索莫維特角，是南極洲的海岬，位於南設得蘭群島的羅伯特島東岸，處於巴圖利亞角西北面0.9公里和基臣角西南面1.1公里，以保加利亞北部城鎮命名，現時由南極條約體系管理。